# Lù Thị Phương
Lù Thị Phương (sinh 1951), người Thái, là đại biểu Quốc hội Việt Nam khóa XI, thuộc đoàn đại biểu Lai Châu.